# Eishockey-Eredivisie (Niederlande) 1984/85
Die Saison 1984/85 war die 25. Spielzeit der Eredivisie, der höchsten niederländischen Eishockeyspielklasse. Meister wurden zum insgesamt zweiten Mal in der Vereinsgeschichte die Amstel Tijgers Amsterdam.

## Modus
In der Hauptrunde absolvierte jede der zehn Mannschaften insgesamt 36 Spiele. Die vier bestplatzierten Mannschaften qualifizierten sich für die Finalrunde, in der der Meister ausgespielt wurde. Für einen Sieg erhielt jede Mannschaft zwei Punkte, bei einem Unentschieden gab es einen Punkt und bei einer Niederlage null Punkte.

## Hauptrunde

### Tabelle
|     | Klub                     | Sp | S  | U | N  | T   | GT  | Punkte |
| --- | ------------------------ | -- | -- | - | -- | --- | --- | ------ |
| 1.  | Amstel Tijgers Amsterdam | 36 | 28 | 2 | 6  | 275 | 99  | 58     |
| 2.  | Heerenveen Flyers        | 36 | 28 | 1 | 7  | 265 | 132 | 57     |
| 3.  | Nijmegen Tigers          | 36 | 27 | 1 | 8  | 281 | 129 | 55     |
| 4.  | G.IJ.S. Groningen        | 36 | 27 | 1 | 8  | 289 | 136 | 55     |
| 5.  | Tilburg Trappers         | 36 | 15 | 3 | 18 | 201 | 175 | 33     |
| 6.  | S.IJ. Den Bosch          | 36 | 13 | 3 | 20 | 180 | 170 | 29     |
| 7.  | Eindhoven Kemphanen      | 36 | 13 | 1 | 22 | 177 | 201 | 27     |
| 8.  | H.H.IJ.C. Den Haag       | 36 | 11 | 2 | 23 | 171 | 236 | 24     |
| 9.  | Eaters Geleen            | 36 | 11 | 0 | 25 | 190 | 253 | 22     |
| 10. | Utrecht Rheem Racers     | 36 | 0  | 0 | 36 | 100 | 598 | 0      |

Sp = Spiele, S = Siege, U = Unentschieden, N = Niederlagen

## Finalrunde
|    | Klub                     | Sp | S | U | N | T  | GT | Punkte |
| -- | ------------------------ | -- | - | - | - | -- | -- | ------ |
| 1. | Amstel Tijgers Amsterdam | 6  | 4 | 0 | 2 | 23 | 17 | 8      |
| 2. | Nijmegen Tigers          | 6  | 3 | 0 | 3 | 25 | 24 | 6      |
| 3. | G.IJ.S. Groningen        | 6  | 3 | 0 | 3 | 24 | 27 | 6      |
| 4. | Heerenveen Flyers        | 6  | 2 | 0 | 4 | 27 | 31 | 4      |

Sp = Spiele, S = Siege, U = Unentschieden, N = Niederlagen